# Zespół Elejalde
Zespół Elejalde (ang. Elejalde syndrome, acrocephalopolydactylous dysplasia) – rzadki zespół wad wrodzonych, opisany u kilku pacjentów. Na fenotyp zespołu składają się akrocefalia, kraniosynostoza, przepuklina pępowinowa, pozaosiowa polidaktylia, organomegalia, uogólnione przesięki do jam ciała, dysplazja wielotorbielowata nerek, nadmiar tkanki podskórnej i inne wady. Chorobę opisał B. Rafael Elejalde z Medical Genetics Institute Uniwersytetu w Wisconsin, Milwaukee.